# Lobelia neumannii
Lobelia neumannii là loài thực vật có hoa trong họ Hoa chuông. Loài này được T.C.E.Fr. mô tả khoa học đầu tiên năm 1923.